# 로버트 플로리
로버트 플로리(Robert Florey, 1900년 9월 14일 ~ 1979년 5월 16일)는 프랑스계 미국인 감독, 각본가, 영화 기자, 배우이다.
50편이 넘는 영화를 감독했으며 그 중 잘 알려진 것이 마르크스 형제 장편 영화 코코넛 대소동(1929)이다.

## 참여 작품
- 코코넛 대소동
- 루 모귀의 살인자 (1932년 영화)
- 샌 안토니오 (영화)